# 金山寺慧德王師塔碑

金堤 金山寺 慧德王師塔碑

金堤金山寺慧德王師塔碑（韓語：김제 금산사 혜덕왕사탑비）位於全北特別自治道金堤市金山寺內，為高麗中期高僧慧德王師韶顥（韓語：소현）的塔碑，建於1111年，塔碑上沒有螭首（紀念碑的螭龍頭像），目前為大韓民國編號第二十四號寶物。

## 概述
慧德王師塔碑立於金山寺內，是為了紀念慧德王師所建立的。目前塔碑的碑頭部份已經不見，碑文也己嚴重磨損，閱讀起來十分地吃力。塔碑底座以頭小身軀大的烏龜雕塑做為呈現，底座與刻有碑文的碑身相比，顯得相當地大，此外，底座周圍刻有花紋做為裝飾。碑文內容記載了關於慧德王師生平事蹟並頌揚他的品德。由碑文內容判斷，塔碑建立的時間應為慧德王師圓寂後十五年，即睿宗六年（西元1111年）。

## 註腳
1. ↑  이종근. . Sjb News. 2013-02-04  [2018-01-28]. （原始内容存档于2018-01-29）.

## 外部連結
- 金堤金山寺慧德王師塔碑 （页面存档备份，存于）  - 國家文化遺產 文化遺產廳